# Rachel Zihindula
Rachel Zihindula, née en 1999 à Goma dans le Nord-Kivu (République Ddémocratique du Congo), est une arbitre internationale congolaise.

## Formation
Rachel est diplômée en technique sociale,.
En 2015-2016, elle passe plusieurs formations d'instructeur au niveau local.
En 2018, elle participe à une formation d'auto-mobile à l'Institut National de Préparation Professionnelle (INNP).

## Carrière

### Les débuts
En 2015, Rachel Zihindula amorce sa carrière d'arbitre à l'EUFGO  à l'âge de 16 ans. Elle officie ses premiers match à la Linafoot en tant qu'arbitre de la LIFNOKI,,.
En 2018, elle fait son premier match en championnat local.
Puis en 2022, pour la 13ème édition de la Coupe du Congo de football féminin, elle est arbitre centrale jusqu'en quart de finale et 4ème arbitre pour la demi-finale et la finale.

### Consécration
Pour l'édition 2023, elle est retenue dans la liste des arbitres par la Confédération Africaine de Football (CAF).
En janvier 2023, elle est recrutée arbitre internationale à la Fédération internationale de football association (FIFA) à 24 ans,. Ce recrutement vient après seulement 5 autres femmes congolaises sur les 19 officiels congolais et une seule du Nord-Kivu à savoir Vanessa Sifa de Goma. Parmi elles étaient 3 arbitres centrales Carine Ayo Ampur et Greta Musimu Kinfuema et les 3 arbitres assistantes Kanjinga Mujanayi, Marthe Sakobo et Carine Yidi Puazi. Elle arbitre des rencontres de la Fatshi Cup en 2023.
En mars 2024, elle est retenue pour les Jeux africains au Ghana,. En septembre, elle participe à une formation de la VAR en Côte d'ivoire.
Elle est désignée par la Conféréation Africaine de Football pour diriger dès le 16 janvier 2025 à Kampala une rencontre des éliminatoires de la prochaine édition de la Coupe du Monde des moins de 17 ans qui se déroulera au Maroc.

## Prix
En mai 2023, Rachel Zihindula décroche le prix d'arbitrage le Sifflet d'or de Goma. Elle la reçoit alors d'un stage d'arbitrage en Égypte où elle est invitée par la Confédération Africaine de Football (CAF) à représenter son pays. Elle entre dans la lignée des arbitres femmes primées comme la française Stéphanie Frappart, la rwandaise Salima Mukansanga, la brésilienne Edina Alves Batista et la congolaise Agnès Makengi.